# Alfred Lücker
Alfred Lücker   (Euskirchen, 29 de març de 1931 - Velbert, 22 de desembre de 2008) fou un jugador d'hoquei sobre herba alemany que va competir durant les dècades de 1950 i 1960. Jugava de porter.
El 1952 va prendre part en els Jocs Olímpics d'Estiu de Hèlsinki, on fou cinquè en la competició d'hoquei sobre herba. Quatre anys més tard, als Jocs de Melbourne, guanyà la medalla de bronze en la mateixa competició. La tercera i darrera participació en uns Jocs fou el 1960, a Roma, on l'equip alemany fou setè, tot i que no arribà a disputar cap partit.
Durant la seva carrera esportiva va jugar 27 partits internacionals entre 1952 i 1960. El 1954 va formar part de l'equip alemany que guanyà el Campionat d'Europa no oficial. A nivell de clubs jugà a l'ETuF Essen, equip del qual arribà a ser-ne el president entre 1980 i 1985.